# Мальга (село)
Мальга — село в Саракташском районе Оренбургской области в составе  Спасского сельсовета. 

## География
Находится на левом берегу реки Большой Ик на расстоянии примерно 33 километр по прямой на север-северо-восток от поселка Саракташ.

## Население
Население составляло 62 человека в 2002 году (русские 76%), 37 по переписи 2010 года.